# António Filipe
António Filipe Gaião Rodrigues (28 de janeiro de 1963) é um político português. Foi deputado à Assembleia da República, eleito em representação do Partido Comunista Português nas listas da Coligação Democrática Unitária.
Foi deputado entre 1989 e 2022 e novamente entre 2024 e 2025. Ocupou o cargo de vice-presidente da Assembleia da República na IX, X, XII e XIV Legislaturas.
No poder local, foi Deputado da Assembleia Municipal da Amadora de 1993 a 2001 e Vereador da Câmara Municipal da Amadora em 2002. Foi membro da Assembleia Municipal de Sintra entre 2004 e 2019 .
É candidato à Presidência da República nas eleições de 2026 .
É licenciado em Direito pela Faculdade de Direito da Universidade de Lisboa , Mestre em Ciência Política, Cidadania e Governação pela Universidade Lusófona  e Doutor em Direito Constitucional pela Universidade de Leiden (Países Baixos).
Foi Professor Auxiliar Convidado da Universidade Lusófona entre 2001 e 2012; da Universidade Europeia entre 2012 e 2024; e do Departamento de Ciências Sociais, Políticas e do Território da Universidade de Aveiro. Foi membro do Conselho Geral do Instituto Politécnico de Santarém entre 2017 e 2021.
É autor de diversas obras científicas, como “As Oposições Parlamentares em Portugal – 1976-2000” e “O Referendo na Experiência Constitucional Portuguesa”. É co-autor da Legislação Fundamental de Governo Local e Administração Autárquica, e da Enciclopédia da Constituição Portuguesa.
Tem artigos publicados em revistas científicas em Portugal, Itália, Espanha e no Reino Unido. Tem artigos publicados em diversos jornais e revistas e foi comentador residente em programas de debate político na RTP e na TVI24.
No plano associativo, foi membro da Plataforma Internacional de Juristas por Timor-Leste, é sócio da Associação Portuguesa de Ciência Política e da Associação Portuguesa de Juristas Democratas, e é membro do Conselho Geral do Clube de Futebol “Os Belenenses”.
Foi membro da União de Estudantes Comunistas entre 1975 e 1979. Membro da Juventude Comunista Portuguesa desde a sua fundação, integrou a sua Direcção Nacional e os organismos executivos entre 1985 e 1995. Membro do PCP desde 1983, é membro do Comité Central do PCP desde 1992.

Foi agraciado com a Ordem do Mérito Civil de Espanha e com a Medalha da Defesa Nacional de 1.ª Classe em Portugal.
1. ↑  «António Filipe Gaião Rodrigues». Parlamento
2. ↑  «António Filipe - Cabeça de Lista da CDU à Câmara Municipal de Amadora». PCP
3. ↑  «António Filipe apresentou a candidatura à Presidência». RTP
4. ↑  «BNP - O referendo na experiência constitucional portuguesa». bibliografia.bnportugal.gov.pt. Consultado em 16 de julho de 2025
5. ↑  Rodrigues, António Filipe Gaião (2007). «O voto dos emigrantes nas eleccións portuguesas». Res-Publica : Revista Lusófona de Ciência Política e Relações Internacionais. ISSN 1646-3862. Consultado em 16 de julho de 2025
6. ↑  Almeida, São José (14 de julho de 2025). «António Filipe: empenhado em contribuir para soluções, "inspirador" e "Belenenses fervoroso"». PÚBLICO. Consultado em 16 de julho de 2025
7. ↑  «Comité Central do PCP». Partido Comunista Português. 16 de março de 2010. Consultado em 16 de julho de 2025
8. ↑  «PCP anuncia António Filipe como candidato a Presidente da República». Partido Comunista Português. 29 de junho de 2025. Consultado em 16 de julho de 2025

V Legislatura
- Presidente da Comissão de Inquérito ao CCB.

VII Legislatura
- Presidente da Comissão Eventual para a Toxicodependência.
- Membro do Conselho de Administração da Assembleia da República.

VIII Legislatura
- Membro do Júri do Prémio anual dos Direitos Humanos atribuído pela Assembleia da República.

IX Legislatura
- Vice-presidente da Assembleia da República.

X Legislatura
- Vice-presidente da Assembleia da República.

## Obras publicadas
- As Oposições Parlamentares em Portugal - Práticas e Intervenções, Lisboa, Vega, 2002
- Legislação Fundamental de Governo Local e Administração Autárquica, Coimbra, Coimbra Editora, 2003
- The Referendum in the Portuguese Constitucional Experience, Leiden, Leiden University Press, 2103